# Verein für Leibesübungen Bochum 1848 1988-1989
Questa voce raccoglie le informazioni riguardanti il Verein für Leibesübungen Bochum 1848 nelle competizioni ufficiali della stagione 1988-1989.

## Stagione
Nella stagione 1988-1989 il Bochum, allenato da Franz-Josef Tenhagen, concluse il campionato di Bundesliga al 15º posto. In Coppa di Germania il Bochum fu eliminato al secondo turno dallo Stoccarda.

## Rosa
| N. |                        | Ruolo | Calciatore        |
| -- | ---------------------- | ----- | ----------------- |
|    | Germania (bandiera)    | P     | Andreas Wessels   |
|    | Germania (bandiera)    | P     | Ralf Zumdick      |
|    | Germania (bandiera)    | D     | Olaf Dressel      |
|    | Germania (bandiera)    | D     | Jürgen Gredig     |
|    | Germania (bandiera)    | D     | Peter Jackisch    |
|    | Germania (bandiera)    | D     | Thomas Kempe      |
|    | Germania (bandiera)    | D     | Martin Kree       |
|    | Germania (bandiera)    | D     | Walter Oswald     |
|    | Paesi Bassi (bandiera) | D     | Rob Reekers       |
|    | Germania (bandiera)    | D     | Oliver Westerbeek |
|    | Germania (bandiera)    | D     | Lothar Woelk      |
|    | Germania (bandiera)    | C     | Frank Benatelli   |

| N. |                     | Ruolo | Calciatore        |
| -- | ------------------- | ----- | ----------------- |
|    | Germania (bandiera) | C     | Frank Heinemann   |
|    | Germania (bandiera) | C     | Michael Hubner    |
|    | Polonia (bandiera)  | C     | Andrzej Iwan      |
|    | Germania (bandiera) | C     | Thorsten Legat    |
|    | Germania (bandiera) | C     | Dirk Riechmann    |
|    | Germania (bandiera) | C     | Michael Rzehaczek |
|    | Germania (bandiera) | C     | Dirk Sadowicz     |
|    | Germania (bandiera) | C     | Martin Slawinski  |
|    | Germania (bandiera) | A     | Thorsten Bolzek   |
|    | Germania (bandiera) | A     | Thomas Epp        |
|    | Germania (bandiera) | A     | Uwe Leifeld       |
|    | Germania (bandiera) | A     | Jupp Nehl         |

## Organigramma societario
Area tecnica
- Allenatore: Franz-Josef Tenhagen
- Allenatore in seconda: Klaus Fischer
- Preparatore dei portieri:
- Preparatori atletici:

## Calciomercato

### Sessione estiva
| Acquisti | Acquisti          | Acquisti | Acquisti |
| R.       | Nome              | da       | Modalità |
| -------- | ----------------- | -------- | -------- |
| D        | Oliver Westerbeek | Homburg  |          |

| Cessioni | Cessioni           | Cessioni         | Cessioni |
| R.       | Nome               | a                | Modalità |
| -------- | ------------------ | ---------------- | -------- |
| C        | Peter Knäbel       | St. Pauli        |          |
| A        | Kreso Kovacec      | Bergedorf        |          |
| C        | Ata Lameck         | Paderborn        |          |
| C        | Detlef Mikolajczak | DSC Wanne-Eickel |          |

### Sessione invernale
| Acquisti | Acquisti | Acquisti | Acquisti |
| R.       | Nome     | da       | Modalità |
| -------- | -------- | -------- | -------- |

| Cessioni | Cessioni | Cessioni | Cessioni |
| R.       | Nome     | a        | Modalità |
| -------- | -------- | -------- | -------- |

## Risultati

### Bundesliga

#### Girone di andata
| Arbitro: | Wiesel |

|              |           |                     |
| Grabosch 41’ | Marcatori | 37’ Nehl 89’ Bolzek |

| Bochum 30 luglio 1988, ore 15:30 CEST 2ª giornata | Bochum | 0 – 0 referto | St. Pauli | Ruhrstadion (13 000 spett.)\| Arbitro: \| Brehm \| |
| Arbitro:                                          | Brehm  |               |           |                                                    |

| Arbitro: | Birlenbach |

|                   |           |  |
| Allofs 89’ (rig.) | Marcatori |  |

| Arbitro: | Merk |

|          |           |           |
| Kree 72’ | Marcatori | 42’ Kuntz |

| Arbitro: | Diekert |

|                                |           |          |
| Kuhn 40’ Eckstein 50’ Sané 71’ | Marcatori | 88’ Kree |

| Arbitro: | Kriegelstein |

|                  |           |                     |
| Leifeld 55’, 73’ | Marcatori | 29’ Freiler 62’ Lux |

| Arbitro: | Harder |

|               |           |  |
| Heinemann 33’ | Marcatori |  |

| Arbitro: | Strigel |

|          |           |                           |
| Süss 42’ | Marcatori | 36’, 87’ Leifeld 83’ Nehl |

| Arbitro: | Föckler |

|                    |           |  |
| Leifeld 39’ (rig.) | Marcatori |  |

| Arbitro: | Fux |

|                                 |           |          |
| Bein 25’ Bierhoff 34’ Spörl 84’ | Marcatori | 57’ Kree |

| Arbitro: | Wittke |

|                      |           |  |
| Leifeld 73’ Kree 89’ | Marcatori |  |

| Arbitro: | Matheis |

|           |           |           |
| Kastl 80’ | Marcatori | 54’ Woelk |

| Arbitro: | Boos |

|                    |           |                            |
| Leifeld 21’ (rig.) | Marcatori | 22’ Criens 49’ Hochstätter |

| Arbitro: | Neuner |

|                            |           |  |
| Ordenewitz 67’, 76’ (rig.) | Marcatori |  |

| Arbitro: | Scheuerer |

|                     |           |                           |
| Kree 69’ Bolzek 88’ | Marcatori | 28’ Möller 64’ Rummenigge |

| Arbitro: | Tritschler |

|                                       |           |                 |
| Kohn 23’ Dammeier 57’ Grillemeier 83’ | Marcatori | 4’, 61’ Leifeld |

| Bochum 3 dicembre 1988, ore 15:30 CET 17ª giornata | Bochum  | 0 – 0 referto | Bayern Monaco | Ruhrstadion (36 000 spett.)\| Arbitro: \| Mierswa \| |
| Arbitro:                                           | Mierswa |               |               |                                                      |

#### Girone di ritorno
| Arbitro: | Umbach |

|               |           |           |
| Kree 40’, 71’ | Marcatori | 90’ Hotić |

| Arbitro: | Wittke |

|            |           |  |
| Zander 56’ | Marcatori |  |

| Arbitro: | Fux |

|          |           |                                      |
| Kree 29’ | Marcatori | 53’ (aut.) Kree 61’ Allofs 86’ Olsen |

| Arbitro: | Brehm |

|                                 |           |             |
| Funkel 10’ Bartram 62’ Fach 64’ | Marcatori | 81’ Leifeld |

| Arbitro: | Zimmermann |

|                 |           |  |
| Kree 67’ (rig.) | Marcatori |  |

| Arbitro: | Amerell |

|                         |           |                       |
| Dais 43’ Bockenfeld 57’ | Marcatori | 25’ Kempe 27’ Reekers |

| Arbitro: | Föckler |

|          |           |          |
| Binz 82’ | Marcatori | 58’ Nehl |

| Arbitro: | Osmers |

|                         |           |  |
| Leifeld 35’ (rig.), 84’ | Marcatori |  |

| Arbitro: | Röthlisberger |

|                                |           |          |
| Gaudino 14’ Klinsmann 39’, 90’ | Marcatori | 81’ Kree |

| Arbitro: | Schmidhuber |

|                             |           |           |
| Kree 34’ (rig.) Leifeld 89’ | Marcatori | 11’ Moser |

| Arbitro: | Heitmann |

|                                  |           |  |
| Kohr 26’ Sommer 35’ Labbadia 89’ | Marcatori |  |

| Arbitro: | Boos |

|                 |           |                                             |
| Hubner 81’, 89’ | Marcatori | 19’, 21’ Waas 41’ Feinbier 79’ (rig.) Rolff |

| Arbitro: | Steinborn |

|                     |           |  |
| Bruns 4’ Winter 32’ | Marcatori |  |

| Arbitro: | Merk |

|  |           |            |
|  | Marcatori | 13’ Riedle |

| Arbitro: | Assenmacher |

|                             |           |               |
| Möller 4’ Oswald 35’ (aut.) | Marcatori | 54’ Riechmann |

| Arbitro: | Scheuerer |

|                 |           |                         |
| Kree 90’ (rig.) | Marcatori | 22’, 71’ Reich 54’ Kohn |

| Arbitro: | Neuner |

|                                             |           |  |
| Wohlfarth 5’, 14’, 65’, 77’ (rig.) Thon 71’ | Marcatori |  |

### Coppa di Germania
| Bielefeld 6 agosto 1988 Primo turno | Arminia Bielefeld | 0 – 0 (d.t.s.) referto | Bochum | Bielefelder Alm (5 500 spett.)\| Arbitro: \| Ren \| |
| Arbitro:                            | Ren               |                        |        |                                                     |

| Arbitro: | Plettenberg |

|                                                         |           |                  |
| Legat 90’ (rig.) Leifeld 91’ Bolzek 111’ Heinemann 118’ | Marcatori | 6’ (aut.) Oswald |

| Arbitro: | Kriegelstein |

|                                          |           |                     |
| Schmäler 78’ Allgöwer 90’ Klinsmann 117’ | Marcatori | 7’ Leifeld 62’ Nehl |

## Statistiche

### Statistiche di squadra
| Competizione      | Punti | In casa | In casa | In casa | In casa | In casa | In casa | In trasferta | In trasferta | In trasferta | In trasferta | In trasferta | In trasferta | Totale | Totale | Totale | Totale | Totale | Totale | DR  |
| Competizione      | Punti | G       | V       | N       | P       | Gf      | Gs      | G            | V            | N            | P            | Gf           | Gs           | G      | V      | N      | P      | Gf     | Gs     | DR  |
| ----------------- | ----- | ------- | ------- | ------- | ------- | ------- | ------- | ------------ | ------------ | ------------ | ------------ | ------------ | ------------ | ------ | ------ | ------ | ------ | ------ | ------ | --- |
| Bundesliga        | 26    | 17      | 7       | 5       | 5       | 21      | 20      | 17           | 2            | 3            | 12           | 16           | 37           | 34     | 9      | 8      | 17     | 37     | 57     | -20 |
| Coppa di Germania | -     | 1       | 1       | 0       | 0       | 4       | 1       | 2            | 0            | 1            | 1            | 2            | 3            | 3      | 1      | 1      | 1      | 6      | 4      | +2  |
| Totale            | 26    | 18      | 8       | 5       | 5       | 25      | 21      | 19           | 2            | 4            | 13           | 18           | 40           | 37     | 10     | 9      | 18     | 43     | 61     | -18 |

### Andamento in campionato
| Giornata  | 1 | 2 | 3  | 4  | 5  | 6  | 7  | 8 | 9 | 10 | 11 | 12 | 13 | 14 | 15 | 16 | 17 | 18 | 19 | 20 | 21 | 22 | 23 | 24 | 25 | 26 | 27 | 28 | 29 | 30 | 31 | 32 | 33 | 34 |
| --------- | - | - | -- | -- | -- | -- | -- | - | - | -- | -- | -- | -- | -- | -- | -- | -- | -- | -- | -- | -- | -- | -- | -- | -- | -- | -- | -- | -- | -- | -- | -- | -- | -- |
| Luogo     | T | C | T  | C  | T  | C  | C  | T | C | T  | C  | T  | C  | T  | C  | T  | C  | C  | T  | C  | T  | C  | T  | T  | C  | T  | C  | T  | C  | T  | C  | T  | C  | T  |
| Risultato | V | N | P  | N  | P  | N  | V  | V | V | P  | V  | N  | P  | P  | N  | P  | N  | V  | P  | P  | P  | V  | N  | N  | V  | P  | V  | P  | P  | P  | P  | P  | P  | P  |
| Posizione | 4 | 6 | 11 | 10 | 12 | 13 | 10 | 6 | 5 | 8  | 6  | 7  | 10 | 11 | 11 | 13 | 13 | 12 | 13 | 13 | 13 | 13 | 13 | 13 | 13 | 13 | 12 | 13 | 13 | 13 | 13 | 14 | 14 | 15 |

Legenda:

Luogo: C = Casa; T = Trasferta. Risultato: V = Vittoria; N = Pareggio; P = Sconfitta.

### Statistiche dei giocatori
| Giocatore     | Bundesliga | Bundesliga | Bundesliga  | Bundesliga | Coppa di Germania | Coppa di Germania | Coppa di Germania | Coppa di Germania | Totale   | Totale | Totale      | Totale     |
| Giocatore     | Presenze   | Reti       | Ammonizioni | Espulsioni | Presenze          | Reti              | Ammonizioni       | Espulsioni        | Presenze | Reti   | Ammonizioni | Espulsioni |
| ------------- | ---------- | ---------- | ----------- | ---------- | ----------------- | ----------------- | ----------------- | ----------------- | -------- | ------ | ----------- | ---------- |
| F. Benatelli  | 30         | 0          | 5           | 0          | 2                 | 0                 | 0                 | 0                 | 32       | 0      | 5           | 0          |
| T. Bolzek     | 22         | 2          | 1           | 0          | 2                 | 1                 | 0                 | 0                 | 24       | 3      | 1           | 0          |
| O. Dressel    | 1          | 0          | 0           | 0          | 1                 | 0                 | 1                 | 0                 | 2        | 0      | 1           | 0          |
| T. Epp        | 13         | 0          | 0           | 0          | 1                 | 0                 | 0                 | 0                 | 14       | 0      | 0           | 0          |
| J. Gredig     | 3          | 0          | 0           | 0          | 1                 | 0                 | 0                 | 0                 | 4        | 0      | 0           | 0          |
| F. Heinemann  | 26         | 1          | 6           | 0          | 3                 | 1                 | 2                 | 0                 | 29       | 2      | 8           | 0          |
| M. Hubner     | 10         | 2          | 0           | 0          | 1                 | 0                 | 0                 | 0                 | 11       | 2      | 0           | 0          |
| A. Iwan       | 14         | 0          | 1           | 0          | 2                 | 0                 | 1                 | 0                 | 16       | 0      | 2           | 0          |
| P. Jackisch   | 8          | 0          | 1           | 0          | 0                 | 0                 | 0                 | 0                 | 8        | 0      | 1           | 0          |
| T. Kempe      | 25         | 1          | 1           | 1          | 3                 | 0                 | 1                 | 0                 | 28       | 1      | 2           | 1          |
| M. Kree       | 33         | 12         | 4           | 0          | 3                 | 0                 | 0                 | 0                 | 36       | 12     | 4           | 0          |
| T. Legat      | 24         | 0          | 1           | 0          | 3                 | 1                 | 1                 | 0                 | 27       | 1      | 2           | 0          |
| U. Leifeld    | 34         | 13         | 1           | 0          | 3                 | 2                 | 0                 | 0                 | 37       | 15     | 1           | 0          |
| J. Nehl       | 27         | 3          | 5           | 0          | 2                 | 1                 | 0                 | 0                 | 29       | 4      | 5           | 0          |
| W. Oswald     | 24         | 0          | 4           | 0          | 3                 | 0                 | 2                 | 0                 | 27       | 0      | 6           | 0          |
| R. Reekers    | 30         | 1          | 7           | 0          | 1                 | 0                 | 0                 | 0                 | 31       | 1      | 7           | 0          |
| D. Riechmann  | 3          | 1          | 0           | 0          | 0                 | 0                 | 0                 | 0                 | 3        | 1      | 0           | 0          |
| M. Rzehaczek  | 27         | 0          | 1           | 0          | 2                 | 0                 | 0                 | 0                 | 29       | 0      | 1           | 0          |
| D. Sadowicz   | 1          | 0          | 0           | 0          | 0                 | 0                 | 0                 | 0                 | 1        | 0      | 0           | 0          |
| M. Slawinski  | 0          | 0          | 0           | 0          | 0                 | 0                 | 0                 | 0                 | 0        | 0      | 0           | 0          |
| A. Wessels    | 6          | 0          | 0           | 0          | 1                 | 0                 | 0                 | 0                 | 7        | 0      | 0           | 0          |
| O. Westerbeek | 15         | 0          | 1           | 0          | 1                 | 0                 | 0                 | 0                 | 16       | 0      | 1           | 0          |
| L. Woelk      | 31         | 1          | 6           | 0          | 2                 | 0                 | 0                 | 0                 | 33       | 1      | 6           | 0          |
| R. Zumdick    | 29         | 0          | 1           | 0          | 2                 | 0                 | 0                 | 0                 | 31       | 0      | 1           | 0          |